# Agriculture Biologique

AB-Siegel

Agriculture Biologique (fr. biologische Landwirtschaft), abgekürzt AB, ist das vom französischen Agrarministerium vergebene offizielle Siegel für Erzeugnisse aus biologischem Anbau in Frankreich. Daneben existieren verschiedene, teilweise regional begrenzte Garantiesiegel wie Nature & Progres, Ecocert, BIOCONVERGENCE u. a., die garantieren, dass es sich um Produkte aus kontrolliert biologischer Landwirtschaft nach der europäischen Öko-Verordnung handelt. Deutsches Pendant ist das Bio-Siegel.